# يونس بنجلون
يونس بنجلون (بالفرنسية: Youness Bengelloun)‏ (مواليد 3 يناير 1983 في الدائرة الثانية عشرة في باريس) هو لاعب كرة قدم دولي فرنسي مغربي ذو أصول سنغالية، يلعب كمدافع مركزي أو لاعب وسط خط الدفاع.

## روابط خارجية
- يونس بنجلون على موقع رابطة كرة القدم الفرنسية للمحترفين (الإنجليزية)
- يونس بنجلون على موقع قاعدة بيانات كرة القدم.إي يو (الإنجليزية)
- يونس بنجلون على موقع Soccerway.com (الإنجليزية)